# Pfarrkirche Lähn

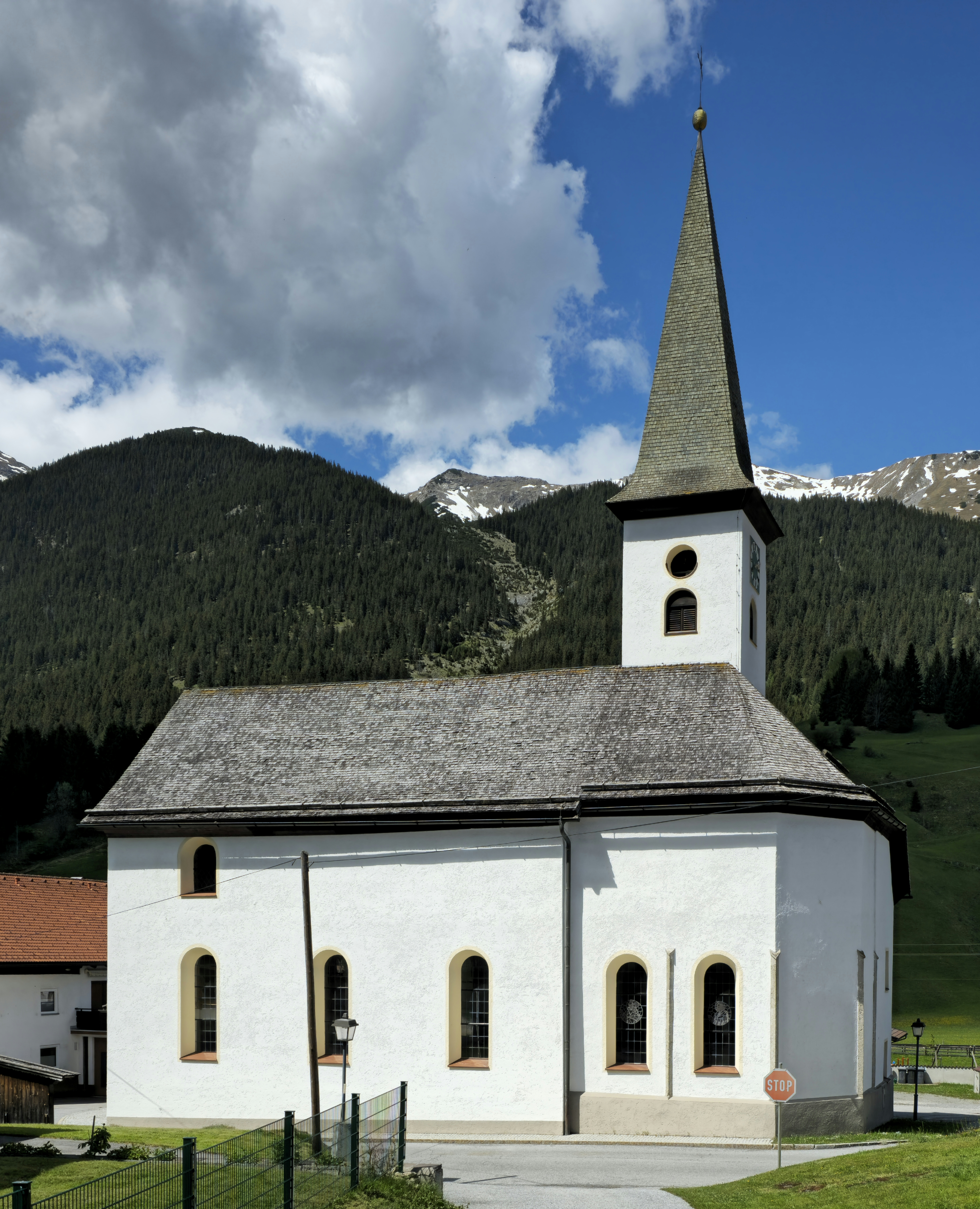
Katholische Pfarrkirche Unsere Liebe Frau Maria Schnee in Lähn in Bichlbach

Langhaus, Blick zum Chor

Fresken im Chorgewölbe

Langhaus, Blick zur Empore

Die Pfarrkirche Lähn steht an der Dorfstraße in Lähn in der Gemeinde Bichlbach im Bezirk Reutte im Bundesland Tirol. Die dem Patrozinium Unsere Liebe Frau Maria Schnee unterstellte römisch-katholische Pfarrkirche gehört zum Dekanat Breitenwang in der Diözese Innsbruck. Die Kirche und der Friedhof stehen unter Denkmalschutz (Listeneintrag).

## Geschichte
Lähn wurde 1423 Bichlbach zugeteilt. Urkundlich wurde 1737 ein Priester und ein neues Widum genannt. 1791 Expositurkirche wurde die Kirche 1948 zur Pfarrkirche erhoben.
Die ursprünglich dem Patrozinium hl. Brando unterstellte Kirche wurde nach der 1833 erfolgten Vergrößerung 1834 auf Unsere Liebe Frau Maria Schnee geweiht. 

## Architektur
An den gotischen Chor schließt ein klassizistisches Langhaus an.
Der Dreiachtelschluss des Chors hat vier abgedachte Dreieckslisenen aus dem Ende des 15. Jahrhunderts. Nordseitig steht ein einfacher Turm mit einem neuen Spitzhelm aus 1978. An der Fassade befindet sich eine Darstellung des Lawinenunglück 1689 gemalt von Ernst Grießer.

## Ausstattung
Der Hochaltar um 1845 trägt die Figuren hl. Maria mit Kind (Maria Schnee), Stephanus und Laurentius, im Auszug Christus um 1840/1845.
Die Orgel bauten die Gebrüder Mayer aus Feldkirch im Jahr 1900. Sie verfügt über acht Register auf einem Manual und Pedal.
Im Kirchturm hängt ein vierstimmiges Glockengeläut in der Stimmung a' – h' – d" – fis", das 1949 von der Salzburger Glockengießerei Oberascher gegossen wurde.